# غراهام هنت
غراهام هنت (بالإنجليزية: Graham Hunt) هو سياسي أمريكي، ولد في 21 أبريل 1979. حزبياً، نشط في الحزب الجمهوري. وقد انتخب عضو مجلس نواب واشنطن.